# وورتلی، لیدز
longitudeوورتلی، لیدزlatitudeوورتلی، لیدز
وورتلی، لیدز (به انگلیسی: Wortley, Leeds) یک منطقهٔ مسکونی در بریتانیا است که در لیدز واقع شده‌است.